# Tubariaceae
Tubariaceae es una familia de hongos basidiomicetos descrita por Alfredo Vizzini en 2008.

## Detalles taxonómicos
Los análisis moleculares de ADN han determinado la creación de la familia Tubariaceae con los géneros Flammulaster, Phaeomarasmius, Phaeomyces y Tubaria, que anteriormente se incluían en la familia Inocybaceae.